# 부산국제코미디페스티벌

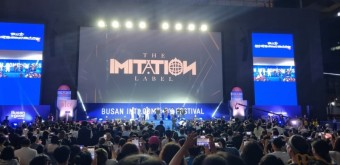

부산국제코미디페스티벌(영어: Busan International Comedy Festival, BICF)은 매년 8월 마지막 주 금요일에 개막식 개최를 시작으로 대한민국 부산광역시 센텀시티 내 공연장에서 진행되는 유료공연과 부산 전역에서 진행하는 무료공연으로 운영되는 국제코미디페스티벌이다. "부산바다! 웃음바다! 웃음이 희망이다."라는 슬로건 하에서 진행되는 아시아 최초, 최대 규모의 코미디페스티벌이며, 캐나다의 멜버른과 몬트리올, 영국의 에딘버러와 같이 국제적인 코미디페스티벌을 목표로 매해 발전하고 있는 코미디페스티벌이다.

## 역사
부산국제코미디페스티벌은 2012년 한·일 코미디페스티벌을 기반으로 2013년부터 본격적으로 태동했다. 침체된 코미디시장 활성화와 새로운 한류 콘텐츠 개발, 신인 코미디언 및 공연 발굴, 코미디를 기반으로 한 고부가가치 사업 개발 등을 통해 코미디 자체의 비전을 제시하고, 정치, 경제, 문화, 사회 전반의 장기화된 침체를 웃음으로 극복하고자하는 목적을 가지고 있다.
| 연도 | 회차 | 개막일    | 폐막일    | 개최기간 | 참여국가 | 참여팀 | 관객수   | 비고 |
| ---- | ---- | --------- | --------- | -------- | -------- | ------ | -------- | ---- |
| 2013 | 1    | 8월 29일  | 9월 1일   | 4일      | 7국      | 17팀   | 21,198명 |      |
| 2014 | 2    | 8월 29일  | 9월 1일   | 4일      | 7국      | 12팀   | 26,865명 |      |
| 2015 | 3    | 8월 28일  | 8월 31일  | 4일      | 11국     | 28팀   | 34,400명 |      |
| 2016 | 4    | 8월 26일  | 9월 3일   | 9일      | 11국     | 36팀   | 36,525명 |      |
| 2017 | 5    | 8월 25일  | 9월 3일   | 10일     | 10국     | 48팀   | 36,985명 |      |
| 2018 | 6    | 8월 24일  | 9월 2일   | 10일     | 11국     | 41팀   |          |      |
| 2019 | 7    | 8월 23일  | 9월 1일   | 10일     | -국      | -팀    |          |      |
| 2020 | 8    | 10월 17일 | 10월 21일 | 5일      | -국      | -팀    |          |      |
| 2021 | 9    | 8월 20일  | 8월 29일  | 10일     | -국      | -팀    |          |      |
| 2022 | 10   |           |           | -일      | -국      | -팀    |          |      |

## 프로그램
부산국제코미디페스티벌의 프로그램은 크게 2개의 섹션으로 나눠져, 인도어 공연은 유료로, 아웃도어 공연은 무료로 진행되고 있다.

### 인도어 공연
국내외 출연진을 초청해 센텀시티 등지에서 진행하는 유료 공연 프로그램이다.

#### 개막행사
개막행사는 매해 8월 마지막 주 금요일에 영화의전당 야외극장에서 개최하며 국내외 최고의 코미디언과 코미디 관계자들이 초청된다. 블루카펫 및 페스티벌 개최선언, 축하공연 등으로 구성된다.

#### 공연장 공연
세계최고 수준의 코미디 공연을 운영한다. 시간적, 소재적으로 TV를 벗어나서 코미디의 다양하고 신선한 웃음과 에너지를 전달하고 있다. 나아가 시민과 도시, 코미디언과 관객이 어우러지는 새로운 코미디 생태계 구축을 목표로 하고 있다. 최근에는 타겟의 세분화를 통해 다양한 장르의 공연과 코미디와 타 장르간의 결합 등으로 새로운 콘텐츠를 발굴하는 실험도 하고 있다. 대표공연으로는 옹알스, 이경규쇼, 투맘쇼, 쇼그맨, 욕쇼 등이 있다.   

### 아웃도어 공연
보다 많은 시민들이 코미디 공연을 접하게 하고자 부산전역에서 무료 코미디 공연 프로그램을 진행 중이다

#### 오픈 콘서트
문화적 격차를 해소하고, 찾아가는 코미디공연의 취지를 담아 많은 시민들에게 코미디 공연을 선보이고자 오픈콘서트를 운영한다. 오픈콘서트 장소는 부산시 내 16개 구군 전체를 활동범위로 정하여 자체 선정하며, 지자체의 요청도 받고 있다.

#### 코미디 스트리트
아마추어 코미디언 및 코미디언 지망생들에게 무대에 설 수 있는 기회를 제공하고자 코미디 스트리트를 운영한다. 부산시 내 “차 없는 거리”에서 주로 진행되며, 회를 거듭해 나가면서 질과 양면에서 확대할 예정에 있다.

#### 코미디 어택
부산시 내의 학교, 기업들에 게릴라 형식으로 찾아가 웃음을 주는 프로그램이다. 일상과 더위에 지친 시민들을 깜짝 놀라게 하고 웃음을 선사한다. 2017년까지 주로 고등학교에서 진행하였지만 2018년부터는 기업까지 확대해 운영할 예정이다.

#### 코미디 포럼
코미디의 국제화와 세계화를 위한 프로그램이다. 국내 우수 콘텐츠를 외국으로 수출시킬 방법에 대한 연구 및 인큐베이터링으로 구성된다. 해외우수기획자가 부산국제코미디페스티벌 기간 동안 공연을 관람하고, 이에 대한 피드백들을 주고받게 된다. 뿐만 아니라, 국제 대형 페스티벌의 운영방안, 코미디의 세계적 동향, 미래에 대한 예축 및 준비를 주제로 논의도 이뤄진다.

## 수상작
부산국제코미디페스티벌은 페스티벌 기간 최고의 웃음을 선사한 팀에게 “부산바다상”과 “웃음바다상”, “열바다상”을 수여하고 있다. 국내 예능 작가 20~30명의 심사와 토론으로 선정되며 국내 우수공연팀에게는 “부산바다상”, 국외 우수공연팀 “웃음바다상”, 우수 신인공연팀에게 수여하는 “열바다상”을 수여한다.
| 연도 | 부산바다상                 | 웃음바다상                    | 열바다상          | 비고 |
| ---- | -------------------------- | ----------------------------- | ----------------- | ---- |
| 2013 | 옹알스                     | 댄디맨                        |                   |      |
| 2014 | 개그드림콘서트‘덤앤더머쇼' | 엄빌리컬 브라더스             |                   |      |
| 2015 | 코스켓                     | 벙크퍼펫                      | 이리오쑈          |      |
| 2016 | 이경규쇼                   | 더 베스트 오브 트리그비워켄쇼 | 코미디 몬스터즈   |      |
| 2017 | 박미선쇼                   | 마리오 퀸 서커스              | 대화가 the 필요해 |      |
| 2018 | 임하룡 40주년 디너쇼       | 버블 온 서커스                |                   |      |
| 2019 | 전유성 콘서트              | 테이프 면                     |                   |      |
| 2020 | 쇼그먼                     | 벙크 인형                     |                   |      |
| 2021 | 최양락 데뷔 40주년 특별쇼  | 레요                          |                   |      |
| 2022 |                            |                               |                   |      |

## 공연장
부산국제코미디페스티벌은 해운대 센텀시티를 중심으로 공연이 이뤄지고 있다. 3회, 4회 페스티벌 때는 경성대 일대 및 수영구 등의 공연장에서 공연을 진행했으나, 2017년 센텀시티 인근으로 공연장을 모아 홍보효과 및 관객의 편의를 도모하고자 했다. 그 외의 무료공연은 부산 전역을 대상으로 보다 많은 시민들을 만나기 위해 노력 중에 있다.

## 조직 구성
부산국제코미디페스티벌은 현재 조직위원장 박형준 부산광역시장이다. 집행위원장은 2013년 1회 페스티벌부터 개그맨 김준호가 맡고 있으며, 운영 및 지원, 홍보, 콘텐츠 개발의 분야로 담당을 세분화하여 사무국을 운영하고 있다.   

## 같이 보기
- 영화의전당
- 센텀시티
- KNN광장
- 해운대 구남로